# Trikotillomani
Trikotillomani er betegnelsen for den relativt ukendte psykiske sygdom, som betyder "Konstant hårudtrækning". Sygdommen forbindes ofte med skam og skyldfølelse, hvor patienten føler en uimodståelig trang til at plukke hår ud. Nogle plukker alle deres øjenbryn og øjenvipper. Andre hiver deres hovedhår, pubeshår eller skæg ud.
| Sygdom | Spire Denne artikel om sygdom er en spire som bør udbygges. Du er velkommen til at hjælpe Wikipedia ved at udvide den. |